# 亞西卡尼
24°33′S 55°53′W / 24.550°S 55.883°W

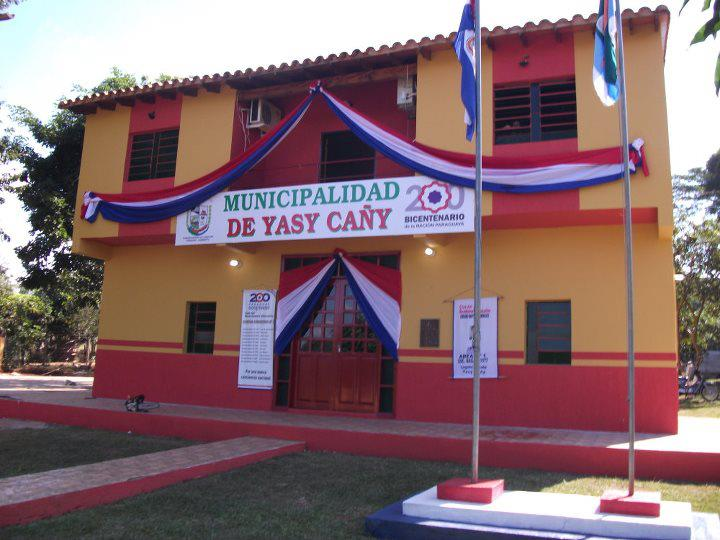

亞西卡尼（西班牙語：Yasy Cañy），是巴拉圭的城鎮，位於該國東部，由卡寧德尤省負責管轄，距離亞松森380公里，始建於2002年，面積1,213平方公里，2008年人口48,611，人口密度每平方公里5.6人。